# Adipamid
Adipamid – organiczny związek chemiczny, diamid kwasu adypinowego. Stosowany w produkcji polimerów do otrzymywania poliamidów (nylonu 6).